# کریم همتی
کریم همتی (زاده ۱۳۴۹، آبدانان) پزشک، سیاستمدار و مدیر ارشد اجرایی ایرانی است که از سال ۱۳۹۸ تا ۱۴۰۰ به عنوان رئیس جمعیت هلال احمر جمهوری اسلامی ایران فعالیت می‌کرد. وی همچنین استاد دانشگاه علوم پزشکی ایران است.

## تحصیلات
- دکترای حرفه ای پزشکی، دانشگاه علوم پزشکی تهران (۱۳۷۶–۱۳۶۹)
- بورد تخصصی بیهوشی، دانشگاه علوم پزشکی ایران (۱۳۸۸–۱۳۸۴)
- فلوشیپ (فوق تخصصی) اینترونشنال درد، دانشگاه علوم پزشکی ایران (۱۳۹۳–۱۳۹۲)

## سوابق اجرایی
- معاون حقوقی و امور مجلس وزارت بهداشت درمان و آموزش پزشکی[۶]
- رئیس دانشگاه علوم پزشکی ایلام[۷]
- مدیرکل جمعیت هلال احمر استان ایلام
- معاون بهداشتی دانشگاه علوم پزشکی ایلام
- رئیس مرکز بهداشت استان ایلام
- رئیس شبکه بهداشت و درمان شهرستان دره شهر
- عضو و رئیس هیئت ممیزه دانشگاه علوم پزشکی ایلام
- نماینده هیئت پزشکی حج کشور در استان ایلام
- عضو هیئت امنا دانشگاه علوم پزشکی لرستان
- عضو هیئت امنا دانشگاه آزاد اسلامی ایلام